# Bertrandt

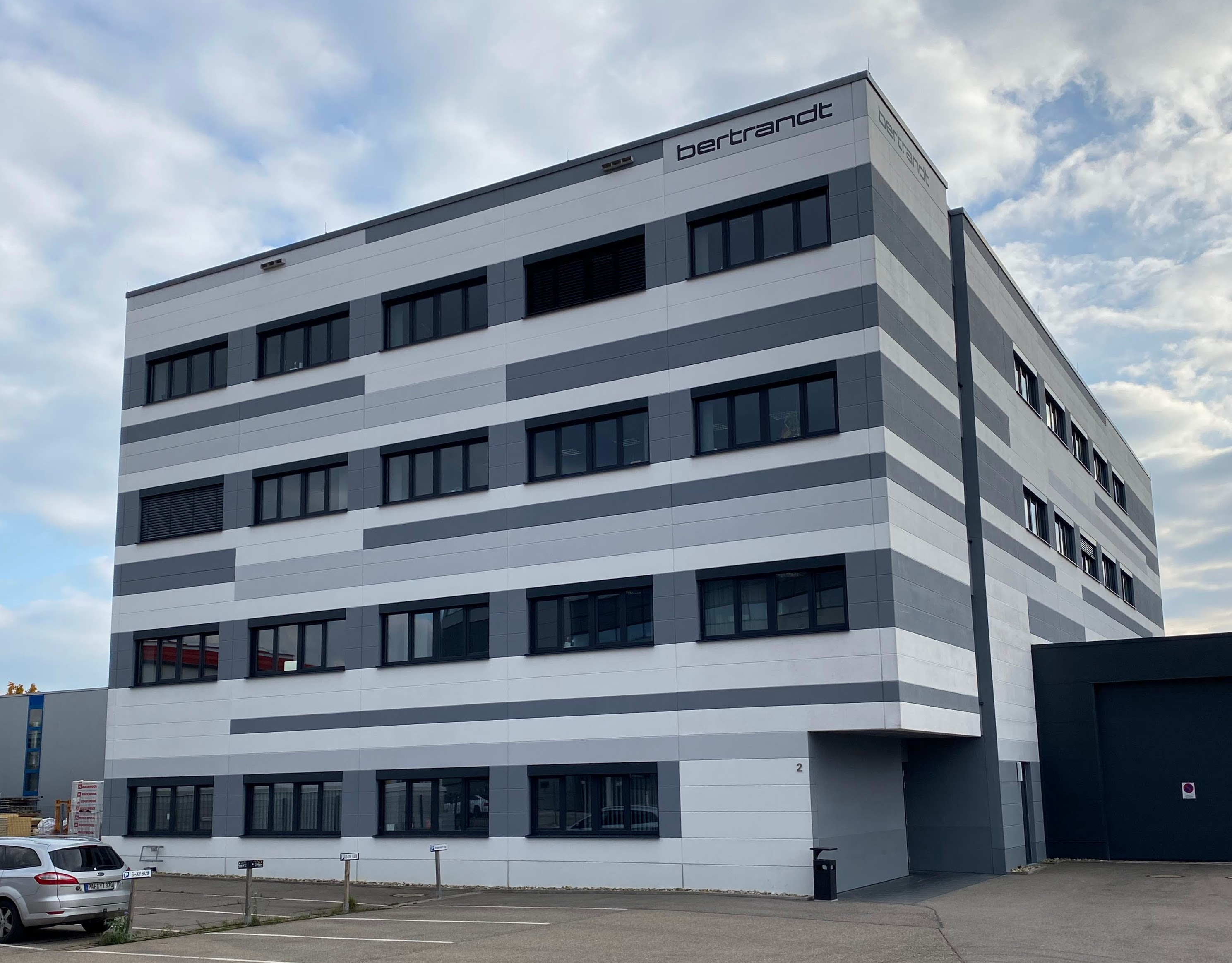
Der Standort Gaimersheim in Oberbayern

Die Bertrandt AG ist ein börsennotiertes Unternehmen im Entwicklungsdienstleistungsbereich mit Sitz im baden-württembergischen Ehningen.
Rund 13.000 Mitarbeiter arbeiten an über 50 Standorten hauptsächlich in Europa, aber auch in den USA und China zusammen mit Kunden aus der Automobil- und Flugzeugindustrie.

## Geschichte
Das Unternehmen wurde 1974 durch Harry Bertrandt im schwäbischen Möglingen gegründet. In den ersten Jahren für lokal ansässige Automobilhersteller tätig, arbeitet Bertrandt heute an Komponenten-, Modul- und Derivatentwicklungen der internationalen Automobil- und Luftfahrtindustrie mit.
In den Achtziger- und Neunziger-Jahren wurden Niederlassungen in Europa, vor allem Deutschland eröffnet. Parallel wurde das Leistungsspektrum auf die komplette Fahrzeugentwicklung ausgebaut. Nach einem Management-Buy-out 1993 brachten die damaligen Geschäftsführer Dietmar Bichler und Heinz Kenkmann das Unternehmen 1996 an die Börse. 1997 wurde die Aktie in den Index Nemax aufgenommen. Auf der internationalen Automobilausstellung 1999 präsentierte Bertrandt seinen ersten Prototyp. Ein Jahr später erfolgte der Einstieg in die Luftfahrtindustrie. 2003 erweiterte Bertrandt sein Angebot auf vor- und nachgelagerte Leistungen der Prozesskette Entwicklung wie Qualitätsmanagement und Logistik.
Seit 2004 sollen konzernübergreifend organisierte Fachbereiche eine Wissensvernetzung im gesamten Konzern sicherstellen. 2005 wurde Bertrandt durch die Kooperation mit Euroaer zum unmittelbaren Lieferanten für Airbus. Dazu gründete man einen neuen Standort in Bremen. 2007 folgte die Gründung der Bertrandt Services GmbH, um neue Kunden außerhalb der Mobilitätsbranchen zu gewinnen. 2008 gründete Bertrandt ein Joint Venture mit Aeroconseil für die Luftfahrtbranche, die Bertrandt Aeroconseil GmbH.
Am 11. September 2008 wurde bekannt, dass die LBBW als Minderheitsaktionärin (24,99 %) in das Unternehmen eingestiegen war. Die Porsche AG war bereits seit längerem Aktionär (25,01 %).
2009 wurde Bertrandt in den SDAX aufgenommen, musste diesen jedoch 2020 wieder verlassen. Von 24. Februar bis 22. Juni 2015 war die Aktie im MDAX.
Ende 2010 übernahm die Friedrich Boysen GmbH & Co. KG 14,9 % der Aktien von der LBBW.
Im Sommer 2014 erhöhte die Porsche AG ihren Anteil an der Bertrandt AG um etwa vier Prozentpunkte auf knapp 29 Prozent.

## Produkte
- Fachspezifische Leistungen: Design, Strak, Modellbau, Simulation, Sicherheit, Elektrik/Elektronik, Rapid Prototyping, Werkzeugbau, Fahrzeugbau, Flugzeugbau, Umweltsimulation, Fertigungsplanung, Logistik, Homologation
- Fachübergreifende Leistungen: Entwicklungsbegleitende und produktionsnahe Dienstleistungen, Projektmanagement, Qualitätsmanagement, Serienanlauf, digitale Prozessabsicherung, Betreibermodelle, Schulungen, Arbeitnehmerüberlassung, Generalunternehmer (beispielsweise bei Entwicklung und Produktion des Smart Crossblade)
- Branchenspezifische Leistungen: Automobil, Luftfahrt, Nutzfahrzeuge, Landmaschinen, Motorrad, Elektroindustrie, Maschinen-/Anlagenbau, Medizintechnik, Energie
- Entwicklungsleistungen in Trendthemen: Autonomes Fahren, Digitalisierung, Elektromobilität, IT-Dienstleistungen, Fahrzeugsicherheit, Vernetzung, Virtualisierung, Mixed Reality

## Bertrandt Services
Die Bertrandt Services GmbH ist als 100%ige Tochter Engineering-Dienstleister für die Branchen Elektroindustrie, Energie, Maschinen- und Anlagenbau sowie Medizintechnik zuständig.

### Unternehmensstruktur/Standorte
Ihren Hauptsitz haben die Bertrandt Services GmbH und die Konzern-Holding im baden-württembergischen Ehningen (Landkreis Böblingen, bei Stuttgart). Weitere Standorte gibt es in mehreren deutschen Städten.

### Geschäftsbereiche und -tätigkeit
Bertrandt Services ist Engineering-Dienstleister für die Branchen Maschinen- und Anlagenbau, Elektroindustrie, Energie und Medizintechnik und bietet Dienstleistungen in Design, Konstruktion, Entwicklung, Elektrik/Elektronik, Simulation, Versuch und Fertigungsplanung an.